# Fuerzas Armadas del Imperio del Japón
Las Fuerzas Armadas del Imperio del Japón (en japonés: 日本軍; ) es el término con que el gobierno imperial japonés denominó a sus ramas militares que se encontraban en el archipiélago japonés y administraban las colonias periféricas entre 1868 a 1947. Su sucesor son las Fuerzas de Autodefensa de Japón que son reconocidas en la Constitución japonesa de la posguerra.

## Historia
Estas fuerzas se instalaron desde la Restauración Meiji en 1868, hasta la rendición japonesa posterior a la Segunda Guerra Mundial durante la ocupación militar de las islas niponas en 1947.

## Estructura
Las Fuerzas Armadas están dividas en dos grandes instituciones militares:
- El Ejército Imperial Japonés
- La Armada Imperial Japonesa